# Кольцо Крулля
Кольцо Крулля — коммутативное кольцо с относительно хорошими свойствами разложения на простые. Впервые были исследованы Вольфгангом Круллем в 1931 году. Кольца Крулля являются многомерным обобщением дедекиндовых колец: дедекиндово кольцо — это в точности кольцо Крулля размерности не более 1.
В этой статье под словом «кольцо» подразумевается «коммутативное кольцо с единицей».

## Определение
Пусть {\displaystyle A} — область целостности, а {\displaystyle P} — множество всех простых идеалов {\displaystyle A} высоты 1, то есть простых идеалов, не содержащих других ненулевых простых идеалов. {\displaystyle A} является кольцом Крулля тогда и только тогда, когда:
1. {\displaystyle A_{\mathfrak {p}}} — кольцо дискретного нормирования для всех {\displaystyle {\mathfrak {p}}\in P},
2. {\displaystyle A} равняется пересечению этих колец дискретного нормирования (рассматриваемых как подкольца поля частных {\displaystyle A}).
3. Любой ненулевой элемент {\displaystyle A} содержится не более чем в конечном числе простых идеалов высоты 1.

## Свойства
Кольцо Крулля факториально тогда и только тогда, когда каждый простой идеал высоты 1 является главным.
Пусть {\displaystyle A} — кольцо Зарисского (например, нётерово локальное кольцо). Если пополнение {\displaystyle {\widehat {A}}} — кольцо Крулля, то и {\displaystyle A} — кольцо Крулля.

## Примеры
- Любое целозамкнутое нётерово кольцо является кольцом Крулля. В частности, дедекиндовы кольца являются кольцами Крулля. Обратно, все кольца Крулля целозамкнуты, так что для нётерова кольца свойство «быть кольцом Крулля» эквивалентно свойству «быть целозамкнутым».
- Если {\displaystyle A} — кольцо Крулля, то кольцо многочленов {\displaystyle A[x]} и кольцо формальных степенных рядов {\displaystyle A[[x]]} являются кольцами Крулля.
- Кольцо многочленов от бесконечного числа переменных {\displaystyle R[x_{1},x_{2},x_{3},\ldots ]} над факториальным кольцом {\displaystyle R} — пример кольца Крулля, не являющегося нётеровым. Более общо, все факториальные кольца являются кольцами Крулля.
- Пусть {\displaystyle A} — нётерова область с полем частных {\displaystyle K}, и {\displaystyle L} — конечное расширение {\displaystyle K}. Тогда целое замыкание {\displaystyle A} в {\displaystyle L} — кольцо Крулля (частный случай теоремы Мори — Нагаты)[4].

## Группа классов дивизоров
Все дивизорные идеалы кольца Крулля разлагаются (единственным образом) в произведение простых идеалов высоты 1, так что группу {\displaystyle D(A)} можно рассматривать как группу формальных линейных комбинаций (с целыми коэффициентами) простых идеалов высоты 1. Главные дивизоры образуют подгруппу {\displaystyle D(A)}, фактор по этой группе называется группой классов дивизоров. Эта группа тривиальна тогда и только тогда, когда кольцо {\displaystyle A} факториально.
Дивизор Картье — это локально главный дивизор. Дивизоры Картье образуют подгруппу группы дивизоров {\displaystyle D(A)}. Все главные дивизоры являются дивизорами Картье, фактор дивизоров Картье по ним — это группа Пикара обратимых пучков на {\displaystyle Spec(A)}.
Пример: в кольце {\displaystyle k[x,y,z]/(xy-z^{2})} группа классов дивизоров имеет порядок 2 (порождена дивизором {\displaystyle y=z}), тогда как группа Пикара тривиальна.